# Первомайский (Минераловодский район)
Первома́йский — посёлок в составе Минераловодского района (городского округа) Ставропольского края России.

## География
Расстояние до краевого центра: 128 км. Расстояние до районного центра: 4 км.

## История
Основан в 1923 году. В административном отношении входил в состав сельсовета при городе Минеральные Воды Минераловодского района Терского округа.
Своей историей посёлок Первомайский неразрывно связан с историей совхоза «Первомайский», образованном 11 марта 1930 года. Именно при его участии поселок стал развиваться.
До 2015 года посёлок был административным центром упразднённого Первомайского сельсовета.
В 1981 году решением Ставропольского крайисполкома № 769 в Минераловодском районе образован Первомайский сельский Совет путем выделения из состава Левокумского сельсовета. В него вошли поселки Первомайский, Загорский, Славянский.
В начале 2010-х годов, градообразующее предприятие СПК имени «1 Мая» было упразднено.

## Население
| 1926 | 1989  | 2002  | 2010  | 2014  | 2021  |
| ---- | ----- | ----- | ----- | ----- | ----- |
| 53   | ↗3099 | ↗3298 | ↗4005 | ↗4100 | ↗4588 |

По данным Всесоюзной переписи населения 1926 года состоял из 10 дворов; общее число жителей составляло 53 человека (29 мужчин и 24 женщины); преобладающая национальность — великороссы.
По данным переписи 2002 года, 85 % населения — русские.

## Инфраструктура
- Социально-культурное объединение[10].

## Образование
- Детский сад № 3 «Тополёк»[11].
- Лицей № 3.

## Экономика
- МНУ Минераловодское.

## Памятники
- Братская могила советских военнопленных, расстрелянных фашистами. Октябрь 1942, 1952 года[12].